# 352 av. J.-C.
Cette page concerne l'année 352 av. J.-C. du calendrier julien proleptique.

## Événements
- Printemps : Philippe II entre en Thessalie, s’empare du port de Pagases, empêchant le débarquement des secours du stratège athénien Charès. Il est vainqueur d’Onomarchos au Champ de Crocus. Les Phocidiens perdent 9 000 hommes. Philippe fait crucifier le cadavre d’Onomarchos et fait jeter à la mer 3 000 prisonniers Phocidiens pour sacrilèges[1].

- 12 juin (18 juin du calendrier romain) : début à Rome du consulat de Publius Valerius Publicola et Caius Marcius Rutilus. Les élections consulaires sont retardées devant l'opposition des patriciens à la candidature d'un plébéien et par la question des dettes. Dictature de Caius Iulius Iullus [2].

- Été : Philippe II s'empare de la ville de Phères en Thessalie et se fait élire chef fédéral à vie de la Confédération thessalienne. Il est devant les Thermopyles en août, mais trouve la position occupée par des contingents athéniens, spartiates et achéens. Il n’insiste pas et à l’automne, à l’appel du roi odryse Amadocos, de Périnthe et de Byzance, il marche en Thrace contre le roi odryse Kersobleptès[1].
- Automne : Phayllos, désigné comme stratège des Phocidiens à la mort de son frère Onomarchos, qui a reconstitué une armée, envahit la Béotie mais est battu à Orchomène puis sur le Céphise. Il se tourne vers la Locride, alliée des Béotiens, et s'empare de toutes les villes, à l'exception de Naryx. Il est battu de nuit à Abaé par les Thébains qui ravagent ensuite la Phocide, mais ne parviennent pas à leur retour à empêcher Phayllos à mettre à sac et à détruire Naryx[3].
- Novembre : Philippe II assiège la forteresse d’Hèraion Teichos et menace le ravitaillement en blé d’Athènes ainsi que les clérouquies de Propontide[1].

- Hiver 352–351 av. J.-C. : 
  - Paix entre Olynthe et Athènes[4].
  - Phayllos meurt de maladie. Phalaicos, fils d’Onomarchos encore adolescent, est nommé stratège des Phocidiens. Son tuteur Mnaséas est tué peu après lors d'une attaque nocturne des Béotiens[3].

## Naissances en 352 av. J.-C.
- Apelle, peintre grec.
- Philippe III de Macédoine, roi de Macédoine

## Décès
- Iphicrate, stratège et homme politique athénien du IVe siècle av. J.-C.